# Gymnophryxe nudigena
Gymnophryxe nudigena är en tvåvingeart som först beskrevs av Villeneuve 1922.  Gymnophryxe nudigena ingår i släktet Gymnophryxe och familjen parasitflugor. Inga underarter finns listade i Catalogue of Life.